# Strichelbrustkiebitz
Der Strichelbrustkiebitz (Vanellus melanocephalus) ist ein Watvogel in der Familie der Regenpfeifer (Charadriidae).
Er ist endemisch auf dem Hochland von Abessinien.
Der Lebensraum umfasst feuchtes Grasland, Sümpfe, Weideland in Flussnähe zwischen 1800 und 4100, meist zwischen 2420 und 3800 m Höhe. Die Art ist Standvogel.
Der Artzusatz kommt von altgriechisch μέλας, μέλαν- melas, melan-, deutsch ‚schwarz, dunkel‘ und altgriechisch Κέφαλος kephalos, deutsch ‚Kopf‘.

## Merkmale
Diese Art ist etwa 34 cm groß und wiegt zwischen 200 und 228 g. Sie ist graubraun mit gelben Kopflappen, weißem Überaugenstreif, schwarz an Scheitel, Kinn und Kehle, die Oberseite hat einen grünlichen Hauch, auf der Brust sieht man deutliche schwarze Flecken bis leichte Streifung, die Unterseite ist weiß. Die Kopffedern können zu einem Kamm aufgestellt werden. Im Fluge unterscheidet sich die Art durch ein schmaleres schwarzes Schwanzband von Spornkiebitz (Vanellus spinosus), Schwarzflügelkiebitz (Vanellus melanopterus) und Senegalkiebitz (Vanellus senegallus). Die Geschlechter unterscheiden sich nicht. Jungvögel sind matter gefärbt mit grauem Scheitel und grauer Kehle, der Überaugenstreif ist breiter als bei Erwachsenen, die Federn der grau-braunen Oberseite haben schmale blasse Ränder. Die Brust ist grau-braun eng gestrichelt, der Augenring zitronengelb, die Beine sind blass-gelblich.
Diese Art ist monotypisch.

## Stimme
Der Ruf wird als unschönes Krächzen ähnlich dem des Kronenkiebitzes (Vanellus coronatus) beschrieben wie "ku-eep" oder "pewit", auch "kree-kree-kre-krep-kreep-kreep".

## Lebensweise
Die Nahrung ist nicht bekannt, sie wird im gefallenen Laub durch rasches Laufen, Warten und Suchen tagsüber gejagt, gern auch in der Nähe von Viehweiden. Die Brutzeit liegt im Bale-Mountains-Nationalpark im April, in der Shewa-Region im August.

## Gefährdungssituation
Die Art gilt als nicht gefährdet (Least Concern).